# Tomokazu Nagira
Tomokazu Nagira (jap. 柳楽 智和, Nagira Tomokazu; * 17. Oktober 1985 in der Präfektur Shimane) ist ein ehemaliger japanischer Fußballspieler.

## Karriere

### Verein
Nagira erlernte das Fußballspielen in der Schulmannschaft der Rissho University Shonan High School. Seinen ersten Vertrag unterschrieb er 2004 bei Avispa Fukuoka. Der Verein spielte in der zweithöchsten Liga des Landes, der J2 League. 2005 wurde er mit dem Verein Vizemeister der J2 League und stieg in die J1 League auf. Am Ende der Saison 2006 stieg der Verein in die J2 League ab. Für den Verein absolvierte er 93 Spiele. 2011 wechselte er zum Ligakonkurrenten FC Tokyo. 2011 gewann er mit dem Verein den Kaiserpokal. 2012 wechselte er zum Ligakonkurrenten Gainare Tottori. Für den Verein absolvierte er 56 Spiele. Ende 2013 beendete er seine Karriere als Fußballspieler.

### Nationalmannschaft
Mit der japanischen Nationalmannschaft qualifizierte er sich für die Junioren-Fußballweltmeisterschaft 2005.

## Erfolge
FC Tokyo
- Kaiserpokal

Sieger: 2011